# 結城五郎
結城 五郎（ゆうき ごろう、1943年 -）は日本の小説家、内科医。東京都生まれ。千葉大学医学部卒。

## 概要
1978年から千葉市内にて内科医院を開業。診療の傍ら執筆をはじめ、1993年『その夏の終わりに』で第2回小谷剛文学賞を受賞。1998年『心室細動』で第15回サントリーミステリー大賞を受賞。

## 著書
- その夏の終わりに（1994年7月 架空社）
- 心室細動（1998年4月 文藝春秋 / 2001年6月 文春文庫）
- 厳かなる終焉（2000年2月 文藝春秋）
- 哀しい罠（2000年4月 角川春樹事務所 / 2003年9月 ハルキ文庫）
- 階上の闇（2002年3月 角川春樹事務所）
- 血の鎖（2003年4月 角川春樹事務所）
- 樹の海（2004年12月 角川春樹事務所）
- 殉愛（2006年3月 角川春樹事務所）
- サイレント・キラー（2008年5月 角川春樹事務所 / 2010年12月 ハルキ文庫）
- 依頼人―湯川史郎の事件カルテ（2010年5月 角川春樹事務所）